# Перевёрнутая A
Ɐ, ɐ (перевёрнутая A) — буква расширенной латиницы. Она не используется (и никогда не была использована) ни в одном алфавите естественных языков как отдельная буква.
Строчная ɐ используется в международном фонетическом алфавите для обозначения ненапряжённого неогублённого гласного среднего ряда нижнего подъёма.
Эта буква была использована в XVIII веке Эдвардом Ллуйдом и Вильямом Прайсом в качестве фонетического символа для корнского языка. В их книгах использовались как строчная, так и заглавная форма. Она была использована в XIX веке Чарльзом Сандерсом в качестве логического символа для ‘не-американца’ («неамериканец»).
Символ ∀, используемый в математической логике для обозначения квантора всеобщности, имеет ту же самую форму заглавной перевёрнутой А.
Помимо этого, в японском аниме Turn A Gundam и программе Маски-шоу ∀ используется как часть названия.